# Jungle Disk
Jungle Disk (manchmal auch JungleDisk) ist eine kommerzielle Software zur Synchronisation von Dateien mit Filehosting-Diensten. Ursprünglich diente Jungle Disk primär der Datensicherung, bietet mittlerweile aber auch Möglichkeiten, um Speicherplatz bei Online-Diensten als lokalen Speicher einzubinden oder Daten zwischen mehreren Systemen zu synchronisieren.
Anfänglich unterstützte Jungle Disk ausschließlich das Speichern von Daten bei Amazon S3. Im Herbst 2008 wurde Jungle Disk vom Hosting-Anbieter Rackspace aufgekauft und unterstützt nun auch das Speichern von Daten bei diesem Anbieter. Jungle Disk ist für Linux, Mac OS X und Microsoft Windows verfügbar.
Der Jungle-Disk-Client ermöglicht nicht nur den Zugang zu den Daten auf dem Online-Speicherplatz (z. B. S3), sondern auch die Einbindung in das Dateisystem des lokalen Computers als normales Netzlaufwerk. Des Weiteren bietet er ausgefeilte Möglichkeiten für manuelle oder automatische Daten-Backups, auch der Zugriff über einen Web-Browser ist möglich.